# Idiolophorhynchus
Idiolophorhynchus is een monotypisch geslacht van straalvinnige vissen uit de familie van de rattenstaarten (Macrouridae).

## Soort
- Idiolophorhynchus andriashevi Sazonov, 1981